# Lamproconium desmazieri
Lamproconium desmazieri är en svampart som först beskrevs av Berk. & Broome, och fick sitt nu gällande namn av Grove 1937. Lamproconium desmazieri ingår i släktet Lamproconium, divisionen sporsäcksvampar och riket svampar.   Inga underarter finns listade i Catalogue of Life.